# Kaneaster Hodges Jr.
Kaneaster Hodges Jr. (ur. 20 sierpnia 1938 w Newport, Arkansas, zm. 23 marca 2022 tamże) – amerykański pastor, prawnik i polityk, działacz Partii Demokratycznej, który w latach 1977–1979 reprezentował rodzinny stan Arkansas w Senacie Stanów Zjednoczonych.

## Życiorys
Urodzony w Newport (hrabstwo Jackson, Arkansas) Hodges uczęszczał do szkół publicznych, zanim nie ukończył studiów na prestiżowym Uniwersytecie Princeton (1960). Następnie studiował teologię na Southern Methodist University (Dallas, Teksas) w 1963, oraz ukończył studia na wydziale prawa University of Arkansas (Fayetteville) w 1967.
W tym samym roku został przyjęty do palestry i rozpoczął praktykę adwokacką w Newport. Był także pastorem, farmerem oraz kapelanem więziennym i szpitalnym.
Karierę publiczną rozpoczął od stanowisk prokuratora miejskiego Newport (1967–1974). Następnie był legislacyjnym asystentem gubernatora Davida Pryora (1975) oraz przewodniczącym Arkansas Natural Heritage Commission (1974–1975), oraz członkiem Arkansas Game and Fish Commission (1976–1977).
Po śmierci wieloletniego senatora z Arkansas Johna Little McClellana gubernator Pryor mianował go senatorem na czas dokończenia pozostałego ponad roku kadencji McClellana. Urząd objął 10 grudnia 1977.
Ponieważ senator mianowany zgodnie z prawem stanu Arkansas nie może zaraz potem ubiegać się o własny wybór na pełną kadencję, kandydatem w wyborach w listopadzie 1978 był nie Hodges, ale Pryor, który objął urząd 3 stycznia 1979.
Obecnie Hodges dalej mieszka w Newport.